# Willow weep for me
«Willow Weep for Me» es una canción popular compuesta en 1932 por Ann Ronell. En octubre de ese año, fue grabado por Ted Fio Rito, con el vocalista Muzzy Marcellino, para Brunswick Records, llegando al puesto número 17 de las listas de ventas. El mes siguiente, una versión grabada por la orquesta de Paul Whiteman, y con la vocalista Irene Taylor, para RCA Victor, llegó al número dos, y convirtiéndose poco después en un estándar de jazz.

## Versiones destacadas
- 1932 (octubre): Ted Fio Rito, con el vocalista Muzzy Marcellino – Brunswick Records.[2]
- 1932 (noviembre): Paul Whiteman, con la vocalista Irene Taylor – RCA Victor.[2]
- 1933: Art Tatum – Piano Starts Here[2]
- 1946: Stan Kenton, con la vocalista June Christy – Artistry in Rhythm (publicado en 1950).
- 1952: Thelonious Monk y Milt Jackson – Genius of Modern Music: Volume 2 (de Monk) y Wizard of the Vibes (de Jackson).
- 1955: Kenny Clarke con Cannonball Adderley, Nat Adderley, Donald Byrd, Jerome Richardson, Horace Silver y Paul Chambers – Bohemia After Dark.
- 1955: Ben Webster – Music for Loving
- 1956: Billie Holiday – Lady Sings the Blues[3]
- 1956: Modern Jazz Quartet – Fontessa – Atlantic Records
- 1957: Louis Armstrong con Oscar Peterson – Louis Armstrong Meets Oscar Peterson – Verve.[2]
- 1958: David "Fathead" Newman – Fathead: Ray Charles Presents David Newman.
- 1966: Thad Jones/Mel Lewis Orchestra – Opening Night – Alan Grant Presents.[4]
- 1969: Wes Montgomery – Willow Weep for Me – Verve[5]